# Mazda 727C
Chronologie des modèles
Mazda 717C Mazda 737C
La Mazda 727C, homologuée suivant la réglementation Groupe C2 de la fédération internationale du sport automobile (FISA), est un Sport-prototype qui a participé au Championnat du monde des voitures de sport ainsi qu'au Championnat du Japon de sport-prototypes. Comme la Mazda 717C, elle a été conçu en partenariat avec la Mooncraft Co.,Ltd,.

## Aspects techniques
La Mazda 727C est une évolution de la Mazda 717C. Par rapport a celle-ci l'accent a été mis sur l'effet de sol. En effet, cet appui supplémentaire était nécessaire car les pilotes se sont plaints que la Mazda 717C était très nerveuse dans les virages, mais excellente dans les lignes droites. 

## Pilotes
- Taku Akaike
- Pierre Dieudonné
- David Kennedy
- Kaoru Iida
- Jean-Michel Martin
- Philippe Martin
- Hideki Okada
- Masatomo Shimizu
- Seisaku Suzuki
- Yōjirō Terada
- Tomohiko Tsutsumi
- Takashi Yorino

## Écuries
- Mazdaspeed
- Setrab Racing By Yours
- Team Taku